# Cycloseris wellsi
Cycloseris wellsi is een rifkoralensoort uit de familie van de Fungiidae. De wetenschappelijke naam van de soort is voor het eerst geldig gepubliceerd in 1980 door Veron & Pichon.